# Lionsgate Television
Lionsgate Television — телевизионное подразделение американской продюсерской компании Lionsgate Studios.

## История
Компания была основана в июле 1997 года под названием Lions Gate Television, Inc. с созданием Lionsgate Films. В июне 1998 года она приобрела документальную/реалити-производственную компанию Termite Art Productions, но сама была приобретена Эриком Нельсоном в сентябре 2004 года и переименована в Creative Differences.
В сентябре 1997 года компания приобрела Mandalay Television, до приобретения миноритарных инвестиций в Mandalay Entertainment в 2002 году. В апреле 1999 года Lionsgate продала свои акции Mandalay Television.
В марте 1999 года Lions Gate Television, Inc. стала зарегистрированной компанией. В январе 2003 года Lionsgate и New Line Television создали партнёрство для предоставления 20 телефильмов.
12 июля 2006 года Lionsgate расширилась до телевизионной синдикации, когда компания приобрела телевизионную дистрибьюторскую компанию Debmar-Mercury. Debmar-Mercury синдицировала библиотеку фильмов.
20th Television занималась продажами рекламы сериалов, распространяемых Debmar-Mercury, за исключением Meet the Browns, так как рекламные продажи осуществляются Disney–ABC Domestic Television с Turner Television Co., распространяющей сериал.
13 марта 2012 года Lionsgate Television создала новое совместное предприятие 50/50, Sea to Sky Entertainment, с Thunderbird Films, компанией, основанной основателем и председателем Lionsgate, Фрэнком Джустрой. Председателем и главным креативным директором в настоящее время является Кевин Беггс, и он является самым долгоживущим председателем телевизионной студии.